# Benedettine della Federazione di Santa Scolastica
Le Benedettine della Federazione di Santa Scolastica sono un istituto religioso femminile di diritto pontificio con case autonome.

## Storia
Le origini della congregazione risalgono al convento stabilito nel 1857 a Saint Joseph, in Minnesota, da suor Benedicta Riepp, giunta in America dal monastero benedettino di Sankt Walburg di Eichstätt, in Baviera; le benedettine si moltiplicarono rapidamente e aprirono presto numerose filiali in tutti gli Stati Uniti d'America.
Nel 1909 le priore dei monasteri di suore benedettine americane, desiderando unirsi in una federazione e di chiedere il riconoscimento pontificio, si riunirono a Chicago ed elaborarono delle costituzioni che inviarono alla Santa Sede per l'approvazione. Poiché queste costituzioni escludevano dalle finalità delle suore le attività caritative e ospedaliere, alcune priore si ritirarono dai lavori.
Il 25 febbraio 1922 la Santa Sede eresse la federazione di Santa Scolastica e il 10 giugno 1930 ne approvò definitivamente le costituzioni. La federazione è aggregata alla confederazione benedettina dal 1962.
I più antichi monasteri che aderirono alla federazione furono quelli di; Erie, in Pennsylvania, fondato nel 1856; Elisabeth, nel New Jersey, fondato nel 1857; Covington, in Kentucky, fondato nel 1859; Chicago, fondato nel 1861; Atchison, nel Kansas, fondato nel 1863; Pittsburgh, fondato nel 1870; Covington, in Louisiana, fondato nel 1870; Tulsa, in Oklahoma, fondato nel 1879; Bristow, in Virginia, fondato nel 1894; Lisle, in Illinois, fondato nel 1895.

## Attività e diffusione
Le suore si dedicano all'educazione della gioventù.
Oltre che negli Stati Uniti d'America, le suore sono presenti in Brasile e in Messico.
Alla fine del 2015 la federazione contava 19 monasteri e 620 religiose.